# Cheumatopsyche leloupi
Cheumatopsyche leloupi är en nattsländeart som beskrevs av Jacquemart 1957. Cheumatopsyche leloupi ingår i släktet Cheumatopsyche och familjen ryssjenattsländor. Inga underarter finns listade i Catalogue of Life.